# Марк Аквіла Юліан
Марк Аквіла Юліан (лат. Marcus Aquila Iulianus; I століття) — політичний і державний діяч Римської імперії, ординарний консул 38 року. Про його походження відомостей немає, ймовірно, батька звали Гаєм Юлієм, але скоріше за все його всиновив Марк Арунцій Аквіла. 38 року його було обрано ординарним консулом разом з Публієм Нонієм Аспренатом. Крім цього факту, джерела не містять нічого про його діяльність та подальшу долю.